# Benin Juniors
Das Benin Juniors ist im Badminton die offene internationale Meisterschaft von Benin für Junioren und damit das bedeutendste internationale Badminton-Juniorenturnier in Benin. Es wurde erstmals 2022 ausgetragen.

## Die Sieger
| Saison | Herreneinzel          | Dameneinzel       | Herrendoppel                                    | Damendoppel                                       | Mixed                         |
| ------ | --------------------- | ----------------- | ----------------------------------------------- | ------------------------------------------------- | ----------------------------- |
| 2022   | Mustapha Quam Adedeji | Jana Abdelkader   | Mustapha Quam Adedeji Shogbade Modupeola Esther | Preferet Adomahou Fadh Arogoun                    | Jana Abdelkader Hadia Elgendy |
| 2023   | Samuel Aderinola      | Hadia Elgendy     | Aliyu Saidu Samuel Aderinola                    | Anna Gladys Akakpo Hilary Ornelia Bignon Fabossou | Omar Seif Hadia Elgendy       |
| 2024   | nicht ausgetragen     | nicht ausgetragen | nicht ausgetragen                               | nicht ausgetragen                                 | nicht ausgetragen             |